# El Faisán, Oaxaca
El Faisán är en ort i Mexiko.   Den ligger i kommunen Villa de Tututepec de Melchor Ocampo och delstaten Oaxaca, i den sydöstra delen av landet, 400 km söder om huvudstaden Mexico City. El Faisán ligger 32 meter över havet och antalet invånare är 447.
Terrängen runt El Faisán är kuperad åt nordost, men åt sydväst är den platt. Runt El Faisán är det ganska glesbefolkat, med 34 invånare per kvadratkilometer. Närmaste större samhälle är Santiago Jamiltepec, 19,1 km nordväst om El Faisán. Omgivningarna runt El Faisán är en mosaik av jordbruksmark och naturlig växtlighet.